# Urðafjall
De Urðafjall is een berg die ligt op het eiland Kunoy, Faeröer. De berg heeft een hoogte van 817 meter.